# Bourville
Bourville ist eine französische Gemeinde mit 278 Einwohnern (Stand 1. Januar 2022) im Département Seine-Maritime in der Region Normandie (vor 2016 Haute-Normandie). Sie gehört zum Arrondissement Dieppe und zum Kanton Saint-Valery-en-Caux (bis 2015 Kanton Fontaine-le-Dun). Die Einwohner werden Bourvillais genannt.

## Geographie
Bourville liegt etwa 32 Kilometer südwestlich von Dieppe im Pays de Caux.

## Bevölkerungsentwicklung
| Jahr      | 1962 | 1968 | 1975 | 1982 | 1990 | 1999 | 2007 | 2014 |
| Einwohner | 409  | 433  | 373  | 410  | 318  | 313  | 293  | 298  |

## Sehenswürdigkeiten
- Kirche Saint-Martin aus dem 12. Jahrhundert
- Schloss Tonneville aus dem 17. Jahrhundert
- Kirche Saint-Sixte im Ortsteil Tonneville